# Jamil Ahmad
Jamil Ahmad (ur. 1930 lub 1931 w Pendżabie, zm. 14 lipca 2014 w Islamabadzie) – pakistański pisarz i urzędnik państwowy.

## Życiorys
Uczęszczał do szkoły w Lahore. W 1954 wstąpił do pakistańskiej służby cywilnej i pracował m.in. w Beludżystanie oraz Północno-Zachodniej Prowincji Pogranicznej. Do wykonywanych jego obowiązków należało m.in. kontrolowanie koczowniczych plemion od wieku wędrujących na terenach dzisiejszych Indii, Pakistanu i Afganistanu. W tym ostatnim państwie był pracownikiem pakistańskiej ambasady w podczas agresji Związku Radzieckiego na Afganistan. Urzędniczą karierę kończył jako naczelny sekretarz Beludżystanu.
Pisał w języku angielskim. Jest autorem opowiadań i opublikowanej w wieku blisko osiemdziesięciu lat minipowieści Wędrowny sokół (The Wandering Falcon). Jej główny bohater Tor Baz urodził się na pustyni i w szeregu epizodów ukazane jest nie tylko jego życie, ale także zwyczaje koczowników (m.in. Pasztunów i Beludżów) w konfrontacji z nowoczesnością - granice państwowe przecinają wielowiekowe szlaki wędrówki, a tradycyjne społeczności rozpadają się.